# برمانة رؤيسية
برمانة رؤيسية (الاسم العلمي:Burmannia capitata) هي نوع من النباتات تتبع جنس البرمانة من الفصيلة البرمانية.